# Gholam Rezá Azharí
Arteshbod Gholam Rezá Azharí (en persa: غلامرضا ازهاری‎; 18 de febrero de 1912 - 5 de noviembre de 2001) fue un líder militar y primer ministro de Irán.

## Temprana edad y educación
Azhari nació en Shiraz en 1912 (o en 1917). Se graduó de la escuela de guerra de Irán. También se formó en el Escuela Nacional de Guerra en Washington en la década de 1950.

## Carrera profesional
Azhari trabajaba en el CENTO . Fue nombrado jefe de personal de las fuerzas armadas de Irán en 1971 y su mandato duró hasta 1978. Se desempeñó como primer ministro interino de un gobierno militar hasta que se pudiera elegir un gobierno civil. Se desempeñó como primer ministro desde el 6 de noviembre de 1978 hasta el 31 de diciembre de 1978. Formó el primer gobierno militar en Irán desde 1953.
El 21 de diciembre de 1978, Azhari, entonces primer ministro, le dijo al embajador estadounidense en Irán, William Sullivan, que "debe saber esto y debe comunicárselo a su gobierno. Este país está perdido porque el Shah no puede decidirse". Azhari sufrió un infarto en enero de 1979 y dimitió el 2 de enero. Luego fue sucedido por Abbas Gharabaghi como jefe del estado mayor del ejército. Shapour Bakhtiar sucedió a Azhari como primer ministro. El 18 de febrero de 1979, Azhari fue retirado del ejército en ausencia .

## Gabinete
Su gabinete estaba compuesto por nueve miembros:
- General Gholam Ali Oveissi, gobernador militar de Teherán (trabajo y asuntos sociales (interino)),
- Teniente general Nasser Moghaddam, jefe de la Policía de Seguridad (Energía),
- General Abbas Gharabaghi (Interior),
- Teniente General Abdol Hassan Sa'adatmand (Vivienda y desarrollo),
- General Gholam-Reza Azhari (Guerra)
- General Reza Azimi (Defensa)
- Amir Khosrow Afshar (Asuntos exteriores),
- Mohammad Reza Amin (Minas e industria),
- Karim Motamedi (Correos y telecomunicaciones)

Sin embargo, también se informa que el gobierno estaba compuesto por once hombres y seis de ellos eran oficiales militares.

## Honores
- Legión al Mérito[15]

## Años posteriores y muerte
Azhari sufrió un infarto mientras se desempeñaba como primer ministro. Después de dejar el cargo, se fue a los EE. UU. en enero de 1979 para someterse a una cirugía cardíaca en el Hospital Naval de Bethesda . Tras la cirugía no volvió a Irán y se instaló en McLean, Virginia . Inmediatamente después de la revolución, el ayatolá Sadegh Khalkhali, juez religioso y entonces presidente del Tribunal Revolucionario, informó a la prensa que se había dictado sentencia de muerte contra los miembros de la familia Pahlavi y exfuncionarios del Sha, incluido Azhari.
Murió de cáncer en McLean, Virginia, EE. UU., el 5 de noviembre de 2001.